# Archeoastronomie

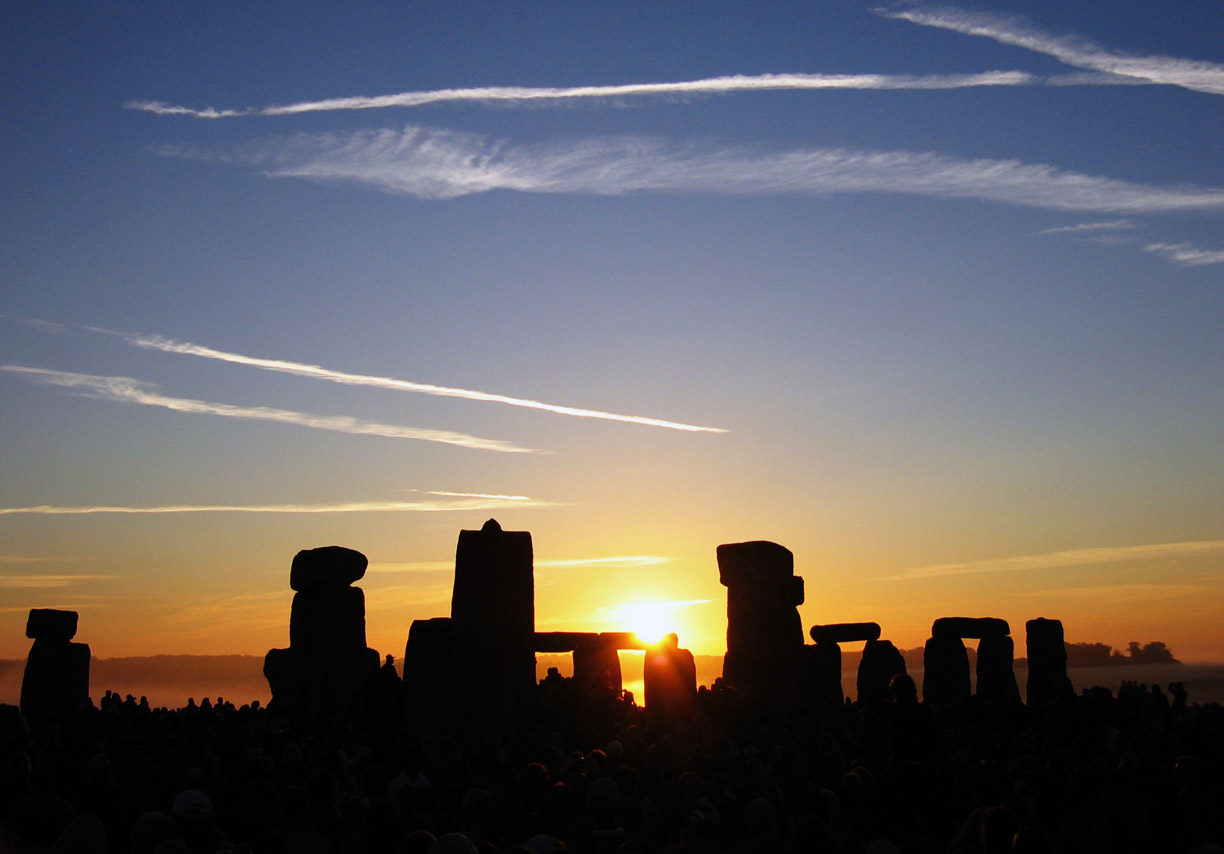
Zonsopgang over Stonehenge tijdens de zomerwende van 2005.

Archeoastronomie is de studie van antieke of traditionele astronomieën in hun culturele context en steunend op archeologische en antropologische bewijzen. 
De antropologische studie van astronomische gebruiken in contemporaine samenlevingen wordt meestal etnoastronomie genoemd, hoewel er geen werkelijke consensus bestaat over de vraag of etnoastronomie gezien moet worden als een afzonderlijke discipline of dat het deel uitmaakt van de archeoastronomie. 
Archeoastronomie is tevens nauw gelieerd aan 
- historische astronomie, het gebruik van historische bronnen met betrekking tot gebeurtenissen aan het firmament bij de beantwoording van astronomische vraagstukken, en de
- geschiedenis van de astronomie, die zich bedient van geschreven bronnen ter evaluatie van astronomische tradities uit het verleden.

Het wordt veelal in een adem genoemd met beweringen over het gebruik en de toepassing van astronomie door de bouwers van Stonehenge of de piramiden in Egypte.

## Archeoastronomische organisaties en publicaties
Er zijn tegenwoordig twee academische organisaties van wetenschappers die zich bezighouden met de archeoastronomie: 
- "ISAAC" — de "International Society for Archaeoastronomy and Astronomy in Culture" — opgericht in 1995 en thans sponsor van de Oxford conferenties en van Archaeoastronomy – het officieel orgaan van Astronomy in Culture.
- "SEAC" — de "Société Européenne pour l’Astronomie dans la Culture" — is al iets ouder; ze werd opgericht in 1992. SEAC organiseert jaarlijkse conferenties in Europa en publiceert, eveneens jaarlijks, verhandelingen over de onderwerpen die tijdens deze conferenties aan de orde worden gesteld.

Voorts levert ook de Journal for the History of Astronomy een achtenswaardige bijdrage aan de stroom van publicaties op archeoastronomisch gebied. In zevenentwintig van haar uitgaven publiceerde zij bovendien dan nog een jaarlijks supplement onder de titel Archaeoastronomy.